# Management buy-in
Management buy-in (MBI) – sytuacja, w której przedsiębiorstwo zostaje zakupione bądź wykupione przez kadrę kierowniczą z zewnątrz. Od management buy-out różni się pozycją nabywców, którzy nie pracują aktualnie w firmie, a pochodzą z innego źródła.